# Cillaarshoek
Cillaarshoek is een buurtschap in de gemeente Hoeksche Waard in Zuid-Holland en bestaat uit lintbebouwing langs de Keizersdijk van Strijen naar Maasdam. Deze Keizersdijk is vernoemd naar keizer Karel V en was eeuwenlang onderdeel van de doorgaande route van Amsterdam naar Parijs. Cillaarshoek valt voor de postadressen voor het grootste gedeelte onder Strijen en voor een klein gedeelte onder Maasdam. Enkel het Strijense gedeelte heeft eigen plaatsnaamborden.

## Geschiedenis
De plaats werd gesticht door de inwoners van Weede, nadat dit dorp in 1421 bij de Sint-Elisabethsvloed door het water was verzwolgen. Tot 1832 vormde Cillaarshoek nog een eigen gemeente, en tot 1984 hoorde Cillaarshoek bij de toenmalige gemeente Maasdam.
Het huidige Cillaarshoek heeft nu een Maasdams deel (bij het café) en een Strijens deel (bij de kerk).
Het wapenschild van Cillaarshoek draagt de omschrijving "Van goud beladen met 6 lelien van keel, geplaatst 3, 2 en 1."